# Рассоха (приток Калиновского Выжлеца)
Рассоха — река в России, течёт по территории Мезенского района Архангельской области. Левая составляющая реки Калиновский Выжлец, которую образует, сливаясь с Езевой Виской на высоте 40 м над уровнем моря. Длина реки составляет 34 км.

## Данные водного реестра
По данным государственного водного реестра России относится к Двинско-Печорскому бассейновому округу, водохозяйственный участок реки — Мезень от водомерного поста деревни Малонисогорская и до устья. Речной бассейн реки — Мезень.
Код объекта в государственном водном реестре — 03030000212103000049811.